# QBE Insurance
QBE Insurance este cea mai mare companie de asigurări din Australia. Acessta oferă servicii de asigurare, în principal în Australia, America, Europa și regiunea Asia-Pacific. În 2014, are peste 16,000 de angajați în 52 de țări. În 2012, QBE a fost clasată pe locul 18 între societățile de asigurare din lume. QBE are o capitalizare de piață de 18,6 miliarde $, și reprezintă 2,22% din indicele ASX 200. 
Compania a raportat un profit net de 797 mln. $ și o pierdere netă după impozitare de 254 mln. $ în 2013. Raportul anual descrie rezultatele ca fiind „dezamăgitoare”. 
QBE a fost listată pentru prima dată la Bursa de Valori Australiană în 1973 după fuziunea a trei companii ale căror litere combinate reprezintă numele actual al companiei, Queensland Insurance, Bankers' and Traders' Insurance Company și Equitable Life and General Insurance Co.